# 浜寺郵便局
浜寺郵便局（はまでらゆうびんきょく）は、大阪府高石市にある郵便局。民営化前の分類では集配普通郵便局であった。

## 概要
住所：〒592-8799 大阪府高石市羽衣2-3-20

## 沿革
- 1906年（明治39年）3月23日 - 泉北郡浜寺村に三等郵便局として開局[1][2]。
- 1907年（明治40年）5月6日 - 浜寺公園郵便局に改称[1][3][4]。
- 1910年（明治43年）9月26日 - 浜寺郵便局に改称、郵便物集配及び電信事務を開始[1][5]。
- 1933年（昭和8年）12月16日 - 泉北郡浜寺町から同高石町に移転[6]。
- 1935年（昭和10年）9月1日 - 等級を三等から二等に改定[7]。
- 1956年（昭和31年）10月5日 - 電話通話および和文電報受付事務の取扱を開始[8]。
- 1987年（昭和62年）3月23日 - 高石市羽衣一丁目から、同市羽衣二丁目に局舎を新築、移転。
- 1998年（平成10年）9月1日 - 外国通貨の両替および旅行小切手の売買に関する業務取扱を開始。
- 2007年（平成19年）10月1日 - 民営化に伴い、併設された郵便事業浜寺支店に一部業務を移管。
- 2012年（平成24年）10月1日 - 日本郵便株式会社発足に伴い、郵便事業浜寺支店を浜寺郵便局に統合。

## 取扱内容
- 郵便、印紙、ゆうパック、内容証明
- 貯金、為替、振替、振込、国際送金、外貨両替・トラベラーズチェック、国債、投資信託
- 生命保険、バイク自賠責保険、自動車保険、がん保険、引受条件緩和型医療保険
- ゆうちょ銀行ATM
- 「592-00xx」「592-83xx」区域（堺市西区（一部地域）、高石市（南高砂を除く各区域[9]））の集配業務
- ゆうゆう窓口

## 風景印
- 図柄は浜寺公園松林と堺泉北臨海工業地帯
- 局名表記は「浜寺」

## 周辺
- 浜寺公園
- 高石警察署
- 羽衣学園中学校・高等学校
- オークワ高石羽衣店
- 高師浜野球場

## アクセス
- 南海本線・高師浜線 羽衣駅もしくはJR阪和線（東羽衣支線） 東羽衣駅から徒歩約5分
- 阪堺電気軌道阪堺線 浜寺駅前電停から徒歩約10分
- 阪神高速湾岸線 助松JCT出入口から北へ約3km
- 駐車場あり：10台